# ألفارو بيرميغو
ألفارو بيرميغو (بالإسبانية: Álvaro Bermejo) هو كاتب وصحفي إسباني، ولد في 1 أغسطس 1959 في سان سيباستيان في إسبانيا.